# Take Care
Take Care ist das zweite Album des kanadischen Rappers Drake. Es erschien am 14. November 2011 über die Labels Young Money Entertainment, Cash Money Records und Universal Republic Records.

## Titelliste
1. Over My Dead Body – 4:32
2. Shot for Me – 3:44
3. Headlines – 3:56
4. Crew Love (feat. The Weeknd) – 3:28
5. Take Care (feat. Rihanna) – 4:37
6. Marvins Room – 5:47
7. Buried Alive Interlude (feat. Kendrick Lamar) – 2:31
8. Under Ground Kings – 3:32
9. We’ll Be Fine (feat. Birdman) – 4:08
10. Make Me Proud (feat. Nicki Minaj) – 3:39
11. Lord Knows (feat. Rick Ross) – 5:07
12. Cameras / Good Ones Go Interlude – 7:15
13. Doing It Wrong – 4:25
14. The Real Her (feat. Lil Wayne und André 3000) – 5:21
15. Look What You’ve Done – 5:02
16. HYFR (Hell Ya Fucking Right) (feat. Lil Wayne) – 3:26
17. Practice – 3:57
18. The Ride – 5:51

## Rezeption

### Preise
Im Rahmen der Grammy Awards 2013 wurde Take Care in der Kategorie Grammy Award for Best Rap Album ausgezeichnet. Bei den Juno Awards 2012 wurde das Album als Rap Recording of the Year ausgezeichnet.

### Rezensionen
Die E-Zine Laut.de bewertete Take Care mit zwei von möglichen fünf Punkten. Aus Sicht der Redakteurin Dani Fromm trage Drake seine Texte monoton „in genau einer Tonlage durch seine Nummern.“ Dies nerve derart, dass es nicht möglich sei, sich „auf die gebotene Reimkunst“ zu konzentrieren. Zudem habe der Rapper eine gute Gesangsstimme, die jedoch unter „elektronische[r] Politur, Hall, Echo und Blechdosenvocodersound“ verschwinde. Das „durchgehend eher träge Tempo“ unterstreiche des Weiteren den Eindruck zum „x-ten Male den gleichen Song kredenzt zu bekommen.“ Dagegen werden die Beats auf Take Care sowie der Beitrag von Nicki Minaj positiv hervorgehoben.

## Kommerzieller Erfolg

### Chartplatzierungen
| ChartsChartplatzierungen       | Höchstplatzierung | Wochen |
| ------------------------------ | ----------------- | ------ |
| Deutschland (GfK)              | 42 (1 Wo.)        | 1      |
| Schweiz (IFPI)                 | 45 (2 Wo.)        | 2      |
| Vereinigte Staaten (Billboard) | 1 (… Wo.)         | …      |
| Vereinigtes Königreich (OCC)   | 5 (125 Wo.)       | 125    |

| ChartsJahrescharts (2011)    | Platzierung |
| ---------------------------- | ----------- |
| Vereinigtes Königreich (OCC) | 79          |

| ChartsJahrescharts (2012)      | Platzierung |
| ------------------------------ | ----------- |
| Vereinigte Staaten (Billboard) | 3           |
| Vereinigtes Königreich (OCC)   | 65          |

| ChartsJahrescharts (2013)      | Platzierung |
| ------------------------------ | ----------- |
| Vereinigte Staaten (Billboard) | 192         |

| ChartsJahrescharts (2015)      | Platzierung |
| ------------------------------ | ----------- |
| Vereinigte Staaten (Billboard) | 102         |

| ChartsJahrescharts (2016)      | Platzierung |
| ------------------------------ | ----------- |
| Vereinigte Staaten (Billboard) | 58          |

| ChartsJahrescharts (2017)      | Platzierung |
| ------------------------------ | ----------- |
| Vereinigte Staaten (Billboard) | 63          |

| ChartsJahrescharts (2018)      | Platzierung |
| ------------------------------ | ----------- |
| Vereinigte Staaten (Billboard) | 58          |

| ChartsJahrescharts (2019)      | Platzierung |
| ------------------------------ | ----------- |
| Vereinigte Staaten (Billboard) | 68          |

| ChartsJahrescharts (2020)      | Platzierung |
| ------------------------------ | ----------- |
| Vereinigte Staaten (Billboard) | 85          |

| ChartsJahrescharts (2021)      | Platzierung |
| ------------------------------ | ----------- |
| Vereinigte Staaten (Billboard) | 78          |

| ChartsJahrescharts (2022)      | Platzierung |
| ------------------------------ | ----------- |
| Vereinigte Staaten (Billboard) | 59          |

| ChartsJahrescharts (2023)      | Platzierung |
| ------------------------------ | ----------- |
| Vereinigte Staaten (Billboard) | 42          |

| ChartsJahrescharts (2024)      | Platzierung |
| ------------------------------ | ----------- |
| Vereinigte Staaten (Billboard) | 46          |

### Auszeichnungen für Musikverkäufe
| Land/Region                  | Auszeichnungen für Musikverkäufe (Land/Region, Auszeichnung, Verkäufe) | Verkäufe  |
| ---------------------------- | ---------------------------------------------------------------------- | --------- |
| Australien (ARIA)            | 2× Platin                                                              | 140.000   |
| Kanada (MC)                  | 4× Platin                                                              | 320.000   |
| Neuseeland (RMNZ)            | 3× Platin                                                              | 45.000    |
| Vereinigte Staaten (RIAA)    | 8× Platin                                                              | 8.000.000 |
| Vereinigtes Königreich (BPI) | 3× Platin                                                              | 900.000   |
| Insgesamt                    | 20× Platin ·                                                           | 9.405.000 |

Hauptartikel: Drake (Rapper)/Auszeichnungen für Musikverkäufe